# Tourville (bande dessinée)
Pour les articles homonymes, voir Tourville.
 (novembre 2024).
Si vous disposez d'ouvrages ou d'articles de référence ou si vous connaissez des sites web de qualité traitant du thème abordé ici, merci de compléter l'article en donnant les références utiles à sa vérifiabilité et en les liant à la section « Notes et références ».
Tourville est une série de bandes dessinées écrite par Allan Toriel, dessinée par Sylvérik, publiée aux éditions Vagabondages.
Elle s'inspire de la vie et des exploits d'Anne Hilarion de Costentin de Tourville, devenu vice-amiral et Maréchal de France.

## Résumé de l'histoire
Anne-Hilarion, cadet de Normandie âgé d'à peine dix-huit ans, est présenté dans l'ordre de Saint-Jean de Jérusalem. Grâce à son oncle, le Marquis de la Rochefoucault, il est accepté à bord de la Sainte-Croix, la frégate du célèbre commandant d'Hocquincourt. Rapidement l'aventure exotique dont il rêvait se transforme en cauchemar : une guerre violente oppose l'Ordre et l'Empire ottoman. Son quotidien sera désormais une succession de duels et de batailles contre de nombreux adversaires : corsaires, barbaresques, pirates et bien d'autres encore. C'est pourtant sur l'île grecque de Syphante que, malgré lui, il mettra au jour un secret qui bouleversera sa vie.